# Happy Christmas
Happy Christmas è il secondo album natalizio della cantante pop americana Jessica Simpson, dopo Rejoyce: The Christmas Album.

## Tracce
1. My Only Wish
2. Here Comes Santa Claus / Santa Claus Is Coming to Town
3. O Come O Come Emmanuel
4. I'll Be Home for Christmas (featuring John Britt)
5. Happy Xmas (War Is Over)
6. Mary, Did You Know
7. Merry Christmas Baby (featuring Willie Nelson)
8. Kiss Me for Christmas
9. Have Yourself a Merry Little Christmas
10. Carol of the Bells
11. Jingle Bell Rock (traccia nascosta)
12. Silent Night (traccia nascosta)